# Programme des chaires d'excellence en recherche du Canada
 (octobre 2014).
Si vous disposez d'ouvrages ou d'articles de référence ou si vous connaissez des sites web de qualité traitant du thème abordé ici, merci de compléter l'article en donnant les références utiles à sa vérifiabilité et en les liant à la section « Notes et références ».
Le Programme des chaires d’excellence en recherche du Canada aide des chercheurs de renommée mondiale et leur équipe à mettre sur pied d’ambitieux programmes de recherche au sein d’universités canadiennes.

## Au sujet du Programme
Lancé en 2008, le Programme aide les universités canadiennes à consolider la réputation du Canada comme chef de file mondial en recherche et en innovation. Il finance, pendant une période de sept ans et jusqu’à concurrence de 10 millions de dollars, des chercheurs de calibre international et leurs équipes afin qu’ils réalisent d’ambitieux programmes de recherche au sein des universités canadiennes. Les chaires d’excellence en recherche du Canada sont parmi les reconnaissances les plus prestigieuses et financièrement importantes du monde. Le gouvernement provincial, les universités et le secteur privé fournissent un financement de contrepartie à leur sujet.
En mai 2010, les noms des 19 premiers titulaires de chaire d’excellence en recherche du Canada ont été dévoilés. Choisis à l’issue d’un rigoureux processus d’évaluation par les pairs à plusieurs niveaux, ces chercheurs aident le Canada à bâtir un savoir crucial dans les quatre domaines de recherche prioritaires énoncés dans la Stratégie des sciences et de la technologie du gouvernement fédéral, à savoir :
- les sciences et les technologies de l’environnement;
- les ressources naturelles et l’énergie;
- les sciences et les technologies de la santé ainsi que les sciences de la vie connexes;
- les technologies de l’information et des communications.

En juin 2011, le gouvernement du Canada a annoncé l’établissement de 10 nouvelles chaires d’excellence qui pourront être attribuées dans les quatre domaines prioritaires susmentionnés ainsi que dans d’autres domaines de recherche. Au moins trois chaires devront être attribuées dans des domaines liés à l’économie numérique – lesquels correspondent au domaine prioritaire « Technologies de l’information et des communications ». Au moins une chaire devra être attribuée dans chacun des autres domaines prioritaires. Et quatre chaires pourront être attribuées dans n’importe quel autre domaine de recherche.
Le prochain concours est prévu pour 2015, année où la première cohorte de titulaires de chaire d’excellence en recherche du Canada approchera de la fin de son cycle.

## Administration du Programme
Le Programme est une initiative des trois organismes subventionnaires fédéraux, soit le Conseil de recherches en sciences humaines (CRSH), le Conseil de recherches en sciences naturelles et en génie et les Instituts de recherche en santé du Canada. Il est administré par le Secrétariat du Programme des chaires de recherche du Canada, lequel partage les locaux du CRSH.

## Processus de sélection
Les chaires d’excellence sont attribuées dans le cadre d’un processus en deux étapes très concurrentiel. À la phase 1 du processus, les universités canadiennes se font concurrence afin d'obtenir la chance d'établir des chaires d'excellence au sein de leur établissement. À la phase 2, les universités retenues proposent le nom d'éminents chercheurs en vue de l’obtention d’un nombre limité de postes de chaire. Les propositions sont soumises à un processus d’évaluation par les pairs à plusieurs niveaux. Ce processus comprend une évaluation menée par des experts externes et par un comité d’évaluation ainsi qu’une évaluation stratégique menée par le comité de sélection. Les propositions sont ensuite soumises à l’approbation finale du comité directeur.

## Liste des titulaires de chaire d’excellence en recherche du Canada
Annoncé en 2010, le premier groupe du concours inaugural était formé des 19 titulaires de chaire suivants :
- Marcel Babin, Chaire d’excellence en recherche du Canada sur la télédétection de la nouvelle frontière arctique du Canada, Université Laval;
- Robert W. Boyd, Chaire d’excellence en recherche du Canada sur l’optique non linéaire quantique, Université d’Ottawa;
- David Cory, Chaire d’excellence en recherche du Canada sur le traitement de l’information quantique, University of Waterloo;
- Ali Emadi, Chaire d’excellence en recherche du Canada sur le groupe motopropulseur hybride, McMaster University;
- Oliver Ernst, Chaire d’excellence en recherche du Canada sur la neurobiologie structurale, University of Toronto;
- Matthew Farrer, Chaire d’excellence en recherche du Canada sur la neurogénétique et les neurosciences translationnelles, University of British Columbia;
- Ian A. Gardner, Chaire d’excellence en recherche du Canada sur l'épidémiologie aquatique, University of Prince Edward Island;
- Michael Houghton, Chaire d’excellence en recherche du Canada sur la virologie, University of Alberta;
- Younès Messaddeq, Chaire d’excellence en recherche du Canada sur l'innovation en photonique, Université Laval;
- Adrian Owen, Chaire d’excellence en recherche du Canada sur les neurosciences cognitives et l'imagerie, Western University;
- D. Graham Pearson, Chaire d’excellence en recherche du Canada sur les ressources arctiques, University of Alberta;
- Bertrand Reulet, Chaire d’excellence en recherche du Canada sur le traitement de signaux quantiques, Université de Sherbrooke;
- Frederick Roth, Chaire d’excellence en recherche du Canada sur la biologie intégrative, University of Toronto;
- Søren Rysgaard, Chaire d’excellence en recherche du Canada sur la géomicrobiologie arctique et le changement climatique, Université du Manitoba;
- Thomas Thundat, Chaire d’excellence en recherche du Canada sur le génie moléculaire des sables bitumineux, University of Alberta;
- Philippe Van Cappellen, Chaire d’excellence en recherche du Canada sur l’écohydrologie, University of Waterloo;
- Douglas Wallace, Chaire d’excellence en recherche du Canada sur la science et la technologie des océans, Dalhousie University;
- Howard Wheater, Chaire d’excellence en recherche du Canada sur la sécurité de l’eau, University of Saskatchewan.

L’un des candidats retenus, Patrik Rorsman, a par la suite renoncé à sa chaire et est retourné en Europe.
En septembre 2013, on a annoncé le nom du premier des 10 titulaires de chaire du deuxième concours du Programme :
- Luda Diatchenko, Chaire d’excellence en recherche du Canada sur les mécanismes génétiques de la douleur chez l’humain, Université McGill.

En 2014, on prévoit annoncer le nom des neuf autres titulaires – et celui d’un dixième en raison d’une chaire devenue vacante à la suite du premier concours –au terme du rigoureux processus de recrutement et de sélection en cours.

## Enjeux liés à la problématique homme-femme
En avril 2010, un comité spécial – formé d’éminents membres de la communauté canadienne des sciences et de la technologie – a examiné le manque de représentation féminine parmi les candidatures soumises au Programme. Il a présenté des recommandations sur la façon dont le Canada pourrait continuer à faire preuve d’excellence sur la scène internationale grâce au Programme en s’efforçant de former un groupe de candidats qui reflète le talent des femmes et des hommes de la communauté des chercheurs du monde entier.
Par conséquent, dans le cadre du deuxième concours, des représentants du Programme ont travaillé en étroite collaboration avec les universités participantes afin d’apporter des ajustements aux pratiques de recrutement concernant les chaires d’excellence en recherche du Canada. Cette démarche visait à s’assurer que ces pratiques sont ouvertes, transparentes et équitables et que tous les chercheurs compétents ont accès au Programme et peuvent y participer. Ces pratiques consistent notamment :
- à exiger que les universités rendent compte de leur processus de recrutement et de leurs activités de sensibilisation dans le cadre des deux phases du concours;
- à s’assurer de recueillir l’opinion d’experts en matière d’équité dans le cadre du processus d’évaluation et de sélection;
- à ajouter la qualité du processus de recrutement à la phase 2 en tant que critère d’évaluation officiel;
- à fournir aux universités des renseignements sur les pratiques exemplaires liées au recrutement.